# Wilhelmus Marinus Bekkers

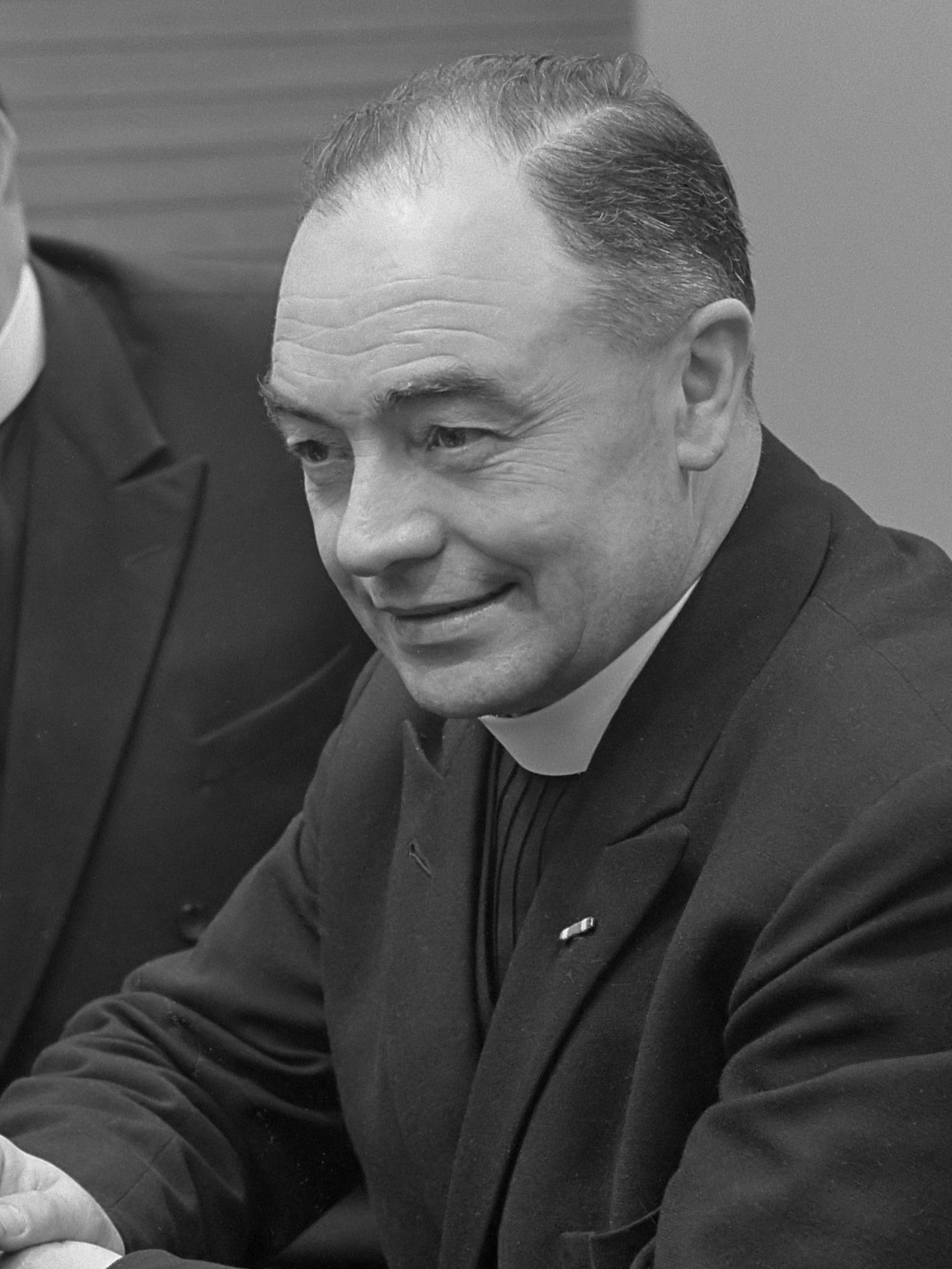
Wilhelmus Marinus Bekkers

Wilhelmus Marinus Bekkers (* 20. April 1908 in Sint-Oedenrode, Niederlande; † 9. Mai 1966 in Tilburg, Niederlande) war ein niederländischer, römisch-katholischer Geistlicher. 
Bekkers war der Sohn des Landwirts Willem Bekker und dessen Frau Barbar Krol. Von 1921 bis 1927 besuchte er das kleine Seminar Beekviliet in Sint-Michielsgestel und studierte im Anschluss bis 1933 Philosophie und Theologie. Er wurde am 10. Juni 1933 zum Priester für das Bistum ’s-Hertogenbosch geweiht. Im Anschluss war Kaplan in ’s-Hertogenbosch. 1939 wurde er Rektor des Internats Eikenburg in Eindhoven, ab 1942 Kirchenrektor an mehreren Kirchen in ’s Hertogenbosch. Gleichzeitig war er Leiter der Katholischen Aktion im Bistum. Am 24. Februar 1956 wurde er Pfarrer in St. Dionsius in Tilburg. 
Papst Pius XII. ernannte ihn am 19. Dezember 1956 zum Koadjutor-Bischof von s’ Hertogenbosch und Titularbischof von Thasus. Willem Pieter Adriaan Maria Mutsaerts, Bischof von ’s Hertogenbosch, weihte ihn am 12. Februar 1957 zum Bischof. Mitkonsekratoren waren Josef Willem Maria Baeten, Bischof von Breda, und Johannes Petrus Huibers, Bischof von Haarlem. Am 27. Juni 1960 nahm Papst Johannes XXIII. den Rücktritt von Bischof Mutsaerts an und ernannte diesen zum Titularbischof von Phulli. Hierdurch folgte Bekkers als Bischof von ’s Hertogenbosch nach. Am 28. Oktober 1961 stellte der Papst ihm Johannes Bluyssen als Weihbischof zur Seite. 
Bekkers nahm an allen vier Sitzungsperioden des Zweiten Vatikanischen Konzils als Konzilsvater teil. Er war Mitglied der Liturgiekommission des Konzils und des Consilium ad exsequendam Constitutionem de Sacra Liturgia.
Er starb im Alter von 58 Jahren im Sint-Elisabeth-Krankenhaus in Tilburg an den Folgen eines Gehirntumors. Er wurde auf dem Friedhof seiner Heimatstadt bestattet.
In Eindhoven gibt es das Lyceum Bisschop Bekkers. In Veendam, Amsterdam und Spijkenisse tragen jeweils römisch-katholische Grundschule den Namen Mgr. Bekkersschools.